# Universitat de Zhejiang
La Universitat de Zhejiang (abreviació: ZJU; xinès: 浙江 大学; pinyin: Zhergyāng Dàxué), també coneguda col·loquialment com Zheda (浙大; Zhèdà), és una universitat pública d'investigació i membre de la Lliga C9. Es troba a Hangzhou, la capital de la província de Zhejiang. Fundada el 1897, la Universitat de Zhejiang és una de les institucions d’educació superior més antigues, selectives i prestigioses de la Xina. La universitat està organitzada en 7 facultats, 37 col·legis, escoles i departaments, que ofereixen més de 140 programes de pregrau i més de 300 de postgrau.
La universitat és membre actiu de l'Aliança d'Universitats del Delta del Iang-Tsé, l’Associació d'Universitats de la Conca del Pacífic, la Worldwide Universities Network, l'Associació Internacional d'Universitats i la Xarxa Universitària Global per a la Innovació.
Entre els més de 4.000 professors hi ha 52 membres de l'Acadèmia Xinesa de Ciències Socials.
La Universitat de Zhejiang té 6 biblioteques acadèmiques, amb uns fons de més de 7,9 milions de volums, convertint-la en una de les col·leccions acadèmiques més grans de la Xina. La universitat també inclou 7 hospitals afiliats, 1 museu, 2 instituts conjunts internacionals i té més de 200 organitzacions estudiantils.

## Classificacions
En el Rànquing de Xangai de 2021 estava classificada en el grup de la 101 a la 150a del mon, Des del 2021, la Universitat ocupa el 5è lloc a Àsia segons el rànquing QS Asian University Rankings. En els darrers anys, es troba entre les 100 millors universitats del món segons alguns dels rànquings universitaris més citats al món, com ara el rànquing acadèmic de les universitats mundials (ARWU), el Times Higher Education World University Rankings (THE) i el QS World University Rankings (QS). Pel que fa a la producció d' investigació, l’índex Nature 2020 situa la universitat com a 6a a la Xina, 7a a Àsia-Pacífic i 18a al món.

## Història

### Dinastia Qing
Fundada per l'alcalde de Hangzhou Lin Qi com la primera institució d'educació superior a Zhejiang i una de les primeres del seu tipus a la Xina el 1897, l'Acadèmia Qiushi va ser el principal predecessor de la universitat. Lin va estudiar el sistema d'educació superior occidental i ho va aplicar a l'Acadèmia Qiushi. A causa de les reformes educatives de 1902 i 1904 a la Xina, l'Acadèmia Qiushi va passar a anomenar-se Universitat Chekiang el 1902, i el 1903 Instituts Superiors de Chekiang. Degut a la controvèrsia sobre la nova reforma planejada dels Instituts sota el nou govern republicà després de la revolució de 1911, els Instituts van deixar de reclutar estudiants des de 1912, i després van ser tancats el 1914.

### Època republicana

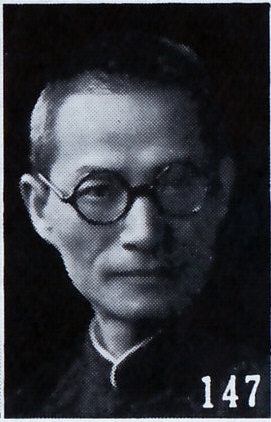
Jiang Menglin, el primer president de la Universitat Nacional de Chekiang.

Amb l'arribada al poder dels nacionalistes després de l'Expedició del Nord el juliol de 1927, el govern provincial de Zhejiang va retornar les propietats dels antics Instituts Superiors de Chekiang, de manera que els exalumnes de Chekiang i Qiushi van restablir la universitat, amb el nom de Tercera Universitat Nacional Chungshan, en fusionar el Col·legi Industrial de Chekiang i el Col·legi Agrícola de Chekiang. L'1 d'abril de 1928 la universitat va passar a denominar-se Universitat de Chekiang i més endavant Universitat Nacional Chekiang.
Jiang Menglin, que es va graduar a Chekiang el 1903 va ser el primer president del restablert institut des de juliol de 1927, però va ser nomenat ministre d'Educació al nou govern nacionalista el maig de 1928. Aviat va assumir la presidència Shao Peizi, que era un graduat de Qiushi, llavors professor de Chekiang i un dels principals contribuents al restabliment de Chekiang el 1927. Tanmateix, malgrat la invitació de Chiang Kai-shek, Shao es va negar a unir-se al Kuomintang (KMT), cosa que va empitjorar la seva relació amb el govern nacionalista, provocant finalment la crisi financera de la universitat i fent que dimitís el març de 1932, ja que la invasió japonesa en curs a Shangai va interrompre el finançament públic a la universitat.
Aviat, Cheng Tien-fong, membre del KMT, va ser nomenat nou president. Durant la seva presidència, la universitat va passar a ser finançada directament pel govern central, en lloc de pel govern provincial. Chiang també va escriure una carta personal al govern provincial de Zhejiang perquè resolgués els problemes financers de la universitat. Al març de 1933, Zing-Yang Kuo, un notable psicòleg i també lleial membre del Kuomintang que feia classes a Chekiang, va ser nomenat nou president. Kuo va ampliar la universitat amb un nou campus, que més tard es va conèixer com a Campus Huajiachi. Tot i això, el govern nacionalista es va fer impopular entre el poble amb l'escalada del conflicte sino-japonès i la postura tova del govern contra la invasió. Durant el Moviment del 9 de desembre de 1935, els estudiants van expulsar Kuo, acusant-lo de connivència amb la policia per aturar els estudiants que protestaven. Com a resultat, Chiang Kai-shek, el cap del govern, va acudir a la universitat en persona i va acabar comprometent-se amb els estudiants i el professorat.

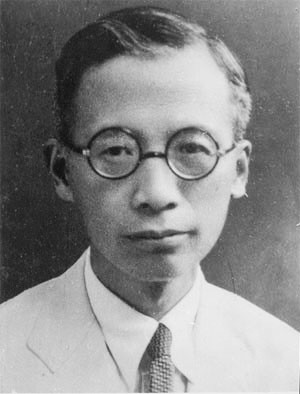
Chu Kochen, president de la Universitat Nacional de Chekiang durant 1936-1949.

Chu Kochen, un acadèmic que mai no havia ocupat cap càrrec polític, va ser recomanat a Chiang Kai-shek per l'escriptor de discursos de Chiang i exalumne de Chekiang, Chen Bulei, i així es va convertir en el president de Chekiang l'abril de 1936. La presa de possessió de Kochen va ser presidida per Jiang Menglin, el primer president de Chekiang i després president de Pequín. Amb un fort suport financer i plena autoritat en els nomenaments polítics dins de la universitat, tal com havia promès Chen Bulei, Chu Kochen va poder atreure destacades figures de la Societat Científica de Xina així com del grup "Revisió crítica", cosa que va impulsar significativament la reputació acadèmica de Chekiang.
A la segona meitat de 1937, va esclatar la Segona Guerra Sino-Japonesa, i a causa de l'invasor Exèrcit Imperial Japonès, la universitat va ser evacuada de Hangzhou a Yishan, més tard a Zunyi i finalment a Meitan, a la província sud-occidental de Guizhou. Els estudiants de Chekiang també van portar col·leccions històriques de Zhejiang, incloent el Siku Quanshu emmagatzemat al Pavelló Wenlan, per evitar que caiguessin en mans japoneses. Classificada sistemàticament entre les tres millors del país durant aquesta època, la Universitat Nacional Che Kiang va ser elogiada com una de les quatre universitats més destacades de la República de la Xina, juntament amb la Universitat Nacional Central, la Universitat Nacional Associada del Sud-oest i la Universitat de Wuhan. Com a director de l'Oficina de Cooperació Científica Sino-Britànica a Chongqing, Joseph Needham va visitar el campus de la universitat en temps de guerra dues vegades el 1944, durant les quals va aclamar la universitat com el "Cambridge de l'Est".
El 5 de març de 1945, Fei Gong, un professor de política de Chekiang que va signar una declaració per demanar la fi del govern unipartidista del Kuomintang a finals de febrer, va desaparèixer quan visitava la Universitat de Fudan a Chongqing, la capital de l'època de la guerra. El succés esdevingué posteriorment una causa cèlebre. En general, es creu que Fei va ser segrestat i assassinat pel govern nacionalista. L'alliberament de Fei i dels presoners polítics va ser una de les condicions prèvies que els comunistes van proposar al Kuomintang durant les negociacions de pau posteriors a la guerra civil. En finalitzar la Segona Guerra Mundial el 1945, la universitat va tornar a Hangzhou a principis de 1946 i va fundar la seva pròpia escola de medicina segons una ordre del govern a l'agost de 1945. Al març de 1947 es va crear un hospital afiliat. Quan el govern nacionalista va prendre el control de Taiwan, els professors de Chekiang Luo Zongluo, Su Buqing, Chen Jiangong i Cai Zhenghua van ser enviats a Taipei per fer-se càrrec i reorganitzar l'antiga Universitat Imperial de Taihoku. Així, Luo Zongluo va ser el primer president de la Universitat Nacional de Taiwan després de la reorganització.

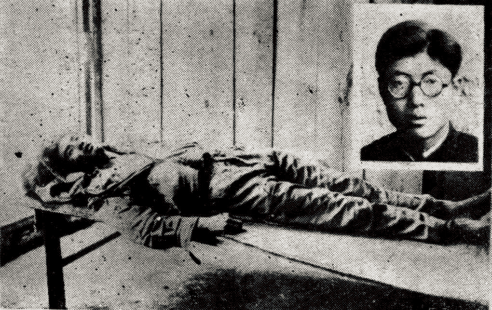
El cadàver de Yu Zisan.

La ruptura de la coalició Kuomintang-Comunista i les negociacions de pau a principis de 1946 van ser seguides aviat per una guerra civil, durant la qual Chekiang va ser el centre de l'esquerranisme aclamat com "la fortalesa de la democràcia", a causa de la tolerància del president Chu cap al discurs esquerrà i la protecció dels estudiants d'esquerres. L'octubre de 1947, Yu Zisan, cap del sindicat estudiantil de Chekiang, va ser detingut per ser un "bandit comunista" i més tard va morir a la presó. L'afirmació del govern que Yu va morir de suïcidi va ser àmpliament posada en dubte, provocant una protesta a nivell local i nacional, de la qual es van fer ressò les universitats Tsinghua, de Pequín, de Nankai, de Xiamen i altres universitats i escoles de la Xina.

### 1949–1976: era de Mao Zedong
L'agost de 1948, Ma Yinchu va ser nomenat president de la universitat, i va promoure l'educació i les organitzacions comunistes dins de la universitat. El 1950, el nou Ministeri d'Educació va ordenar a totes les universitats que eliminessin "Nacional" dels seus noms. Per tant, el nom de la universitat es va canviar pel seu nom actual en xinès, o Universitat de Zhejiang (ZJU). L'educació comunista entre el professorat va evolucionar cap a la Reforma del Pensament i les Campanyes tres-anti i cinc-anti després que Ma fos nomenat president de la Universitat de Pequín el 1949. Estudiosos de ZJU com Su Buqing, Tan Jiazhen, Wang Guosong van patir persecució política.
A principis de la dècada de 1950, la universitat va patir una sèrie de reformes, amb l'objectiu d'establir un sistema educatiu d'estil soviètic, per convertir-se finalment en una universitat centrada en l'enginyeria, ja que només tenia els departaments d'enginyeria elèctrica, enginyeria química, enginyeria civil i enginyeria mecànica. L'escola d'enginyeria de la Universitat de Hangchow es va fusionar amb ZJU. La Facultat d'Agricultura de la universitat es va convertir en una universitat independent, anomenada Universitat Agrícola de Zhejiang. L'escola de medicina de la universitat es va fusionar amb el col·legi de medicina provincial de Zhejiang per convertir-se en el Col·legi de medicina de Zhejiang. Els departaments de literatura xinesa, literatura estrangera i educació es van fusionar al col·legi de professors de Zhejiang i es van traslladar al campus de la Universitat de Hangchow. La Facultat de Ciències va ser integrada a l'Acadèmia Xinesa de Ciències.

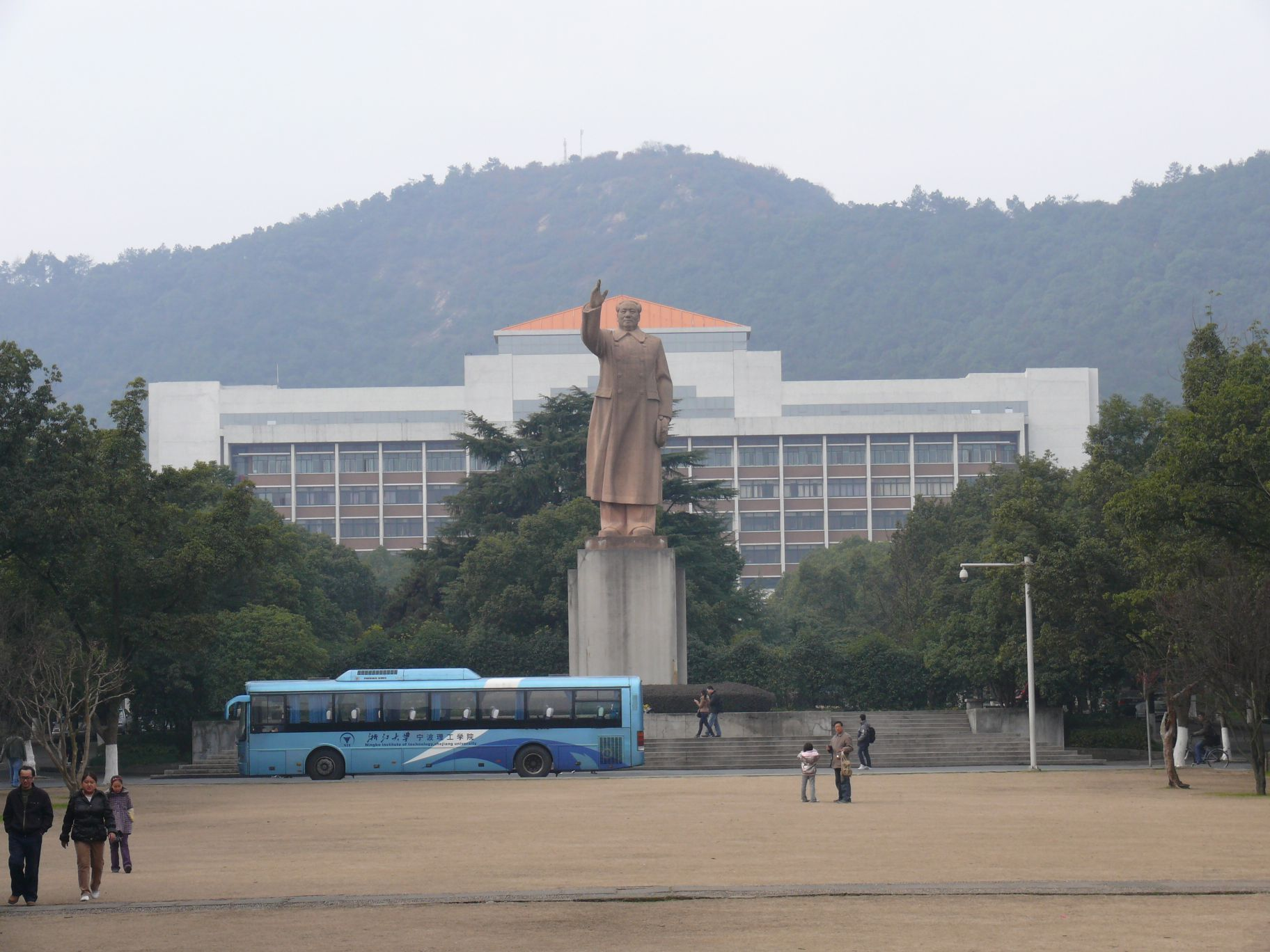
Una estàtua de Mao Zedong es va instal·lar al campus de la Universitat de Zhejiang el 26 de desembre de 1969 com a resultat del culte a la personalitat de Mao Zedong durant la Revolució Cultural, que segueix sent una fita important al campus de Yuquan.

El 1954, la universitat es va traslladar a Yuquan. Liu Dan, el secretari del Partit de la universitat, va restaurar la investigació i l'educació en ciències com a part de l'oferta d'enginyeria de la universitat. El 1963, ZJU va ser seleccionada com una de les universitats nacionals clau.
L'any 1966 va esclatar la Revolució Cultural i la universitat va deixar de funcionar. Liu Dan va ser destituït del càrrec després de ser atacat pel "Diari de Zhejiang" i pel "Diari del poble". Hi va haver una aparició de grups radicals a favor de la Revolució Cultural. A l'agost, els estudiants de la ZJU es van enfrontar amb membres més joves de la Guàrdia Roja, que eren majoritàriament estudiants de secundària, per protegir el Temple Lingyin dels seus intents de destruir els Quatre Vells. El 1967, en una reunió amb Tan Zhenlin a Pequín, es va dir als membres de la Guàrdia Roja de ZJU que Mao Zedong volia protegir Jiang Hua en aquesta revolució. Això va provocar una escissió entre la Guàrdia Roja a Zhejiang, especialment amb una altra facció liderada per Zhang Yongsheng de l'Acadèmia Xinesa d'Art, que volia perseguir Jiang Hua. Les dues faccions van lluitar constantment durant la Revolució Cultural.

### 1976 fins a l'actualitat
Amb el final de la Revolució Cultural el 1976, Liu va tornar a ZJU com a president honorari. El novembre de 1980, ZJU va ser cofinançada pel Ministeri d'Educació i pel govern provincial de Zhejiang.
El 1989, estudiants de la Universitat de Zhejiang, juntament amb altres altres estudiants de 10 universitats més de Hangzhou, es van manifestar a la plaça Wulin en suport del moviment democràtic a Pequín. Després de conèixer la massacre de Pequín, els manifestants van bloquejar el ferrocarril a l'estació de Nanxingqiao durant tres dies abans de negociar amb el vicegovernador, Chai Songyue. Almenys 60 trens de passatgers i 166 de mercaderies van ser bloquejats durant la protesta.
Des del 1988 al 1995, Lu Yongxiang va assumir la presidència de la Universitat de Zhejiang, "perseguint la innovació", part del lema de la universitat i va reformar els sistemes d'ensenyament i recerca, inclosa la introducció del programa de la Classe d'Honor Avançada d'Ensenyaments d'Enginyeria.
El 1995, va ser seleccionat al Projecte 211. El 1997, Wang Ganchang i Bei Shizhang a Pequín, i Su Buqing i Tan Jiazhen a Shangai, van escriure una carta conjunta a l'aleshores secretari general del Partit Comunista Xinès, Jiang Zemin, recomanant un fusió de les quatre universitats.(p94) El 1998, amb l'aprovació del Consell d'Estat, es va establir la nova Universitat de Zhejiang com a fusió de quatre universitats principals. Amb més de 30.000 estudiants i 10.000 treballadors, la nova Universitat de Zhejiang va ser considerada la institució d'educació superior més gran d'Àsia. Zhang Junsheng va ser nomenat secretari del Partit de la universitat per supervisar la fusió. El 2005, la universitat va fundar Zhejiang University Holding Group, més tard rebatejat com a Zhejiang University Yuanzheng Holding Group. A partir de 2022, hi ha diverses empreses afiliades al grup que han cotitzat públicament, incloses Insigma Technology, United Mechanical & Electrical i Shenghua Land. L'octubre de 2005, el campus Hubin de la universitat es va vendre al preu de 2.460 milions de iuans xinesos a Kerry Properties per al desenvolupament de complexos comercials. El juny de 2012, la Universitat de Zhejiang va fundar l'Ocean College en col·laboració amb el govern municipal de Zhoushan. El desembre de 2014, la universitat va signar un acord amb la Universitat d'Edimburg per formar un institut conjunt al campus de Haining. El juliol de 2015, es va signar un altre acord per construir un institut conjunt amb la Universitat d'Illinois a Urbana-Champaign. El setembre de 2016, el nou campus de Haining va entrar en funcionament.

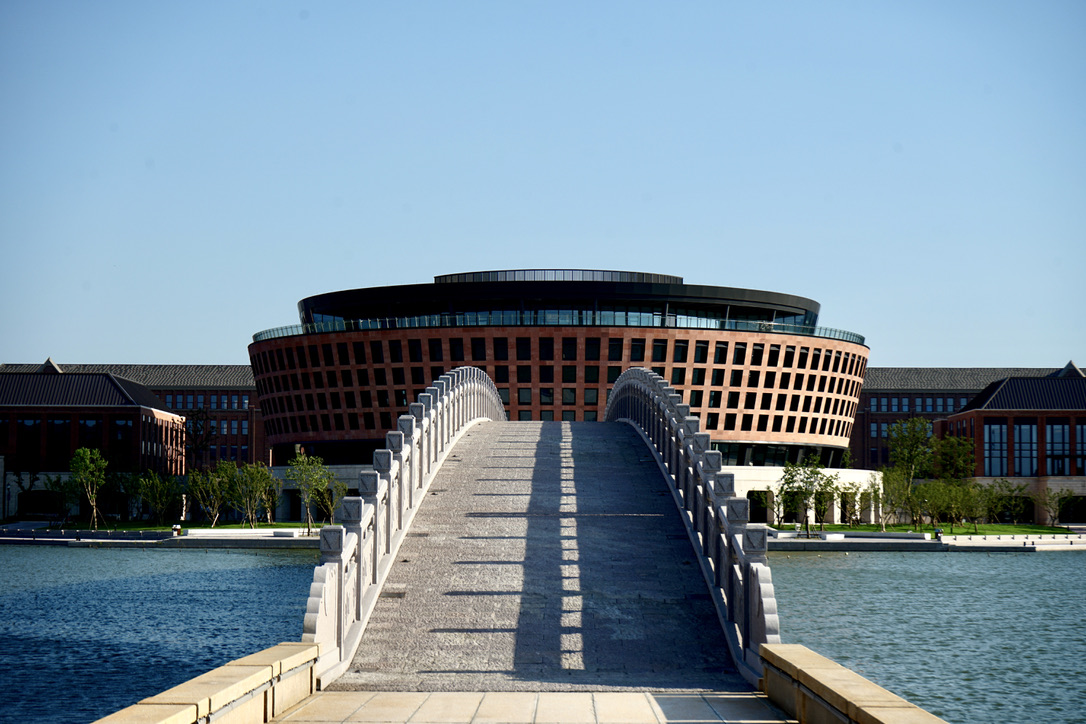
L'auditori Qiushi al centre del campus de Haining

L'abril de 2013, 53 antics alumnes van signar conjuntament una petició contra el nomenament de Lin Jianhua com a nou president de la Universitat de Zhejiang. Una carta oberta dels antics alumnes diu: "La Universitat de Zhejiang necessita un líder acadèmic recte i capaç, no un director executiu mediocre". El novembre de 2013, Chu Jian, vicepresident de la universitat que es rumorejava que estava darrere de l'estranya petició, va ser detingut per suborn, però no va ser jutjat fins al 2017 i aviat va ser alliberat després de ser condemnat a 3 anys de presó que gairebé s'havien complert en el moment del judici.
El setembre de 2013, enmig d'una gran objecció dels residents locals i antics alumnes de la universitat, part del campus de Huajiachi es va vendre per 13.670 milions de iuans xinesos, convertint el terreny en el més car de la història de la ciutat.
El juliol de 2020, la universitat va rebre fortes crítiques per permetre que un estudiant de minories ètniques condemnat per violació es mantingués inscrit. El públic va qüestionar si la decisió de la universitat era massa indulgent per a l'assetjament sexual. L'opinió pública va fer que la universitat revisés el cas, i finalment va expulsar l'estudiant.
El novembre de 2020, la universitat va fundar el seu nou campus de Ningbo. El 2019, es va fundar l'Institut de Hainan a Sanya, Hainan. El 2021, es van fundar nous instituts a Quzhou, Jinhua, Wenzhou, Jiaxing, Huzhou, Shaoxing i Taizhou (Zhejiang). El març de 2021, el magnat de la tecnologia Colin Huang va donar 100 milions de dòlars per donar suport a l'Institut d'Estudis Avançats de Xangai de la universitat.

## Campus actuals
La universitat disposa de set campus a Zijingang, Yuquan, Xixi, Huajiachi, Zhijiang, Zhoushan, campus internacional a Haining i Ningbo. La Universitat de Zhejiang abasta una àrea de 6,22 quilòmetres quadrats amb edificis escolars que cobreixen 3,67 milions de metres quadrats de superfície.